# Nonyma nigeriae
Nonyma nigeriae är en skalbaggsart som beskrevs av Stefan von Breuning 1978. Nonyma nigeriae ingår i släktet Nonyma och familjen långhorningar.
Artens utbredningsområde är Nigeria. Inga underarter finns listade i Catalogue of Life.